# Norma UNE 166002
La norma UNE 166002 defineix els requisits que ha de complir un sistema de gestió de l'R+D+i.

## Contingut
La norma UNE requereix, entre d'altres, els següents elements:
- Documentació de procediments, polítiques, activitats i altres aspectes de suport a la verificació del compliment dels seus requisits i la seva millora.
- Establiment d'un model de procés d'R+D+i, determinant la seqüència d'activitats, mètodes i criteris.
- Una implicació de la Direcció tot establint una política d'R+D+i, assegurant recursos suficients, comunicant la seva importància i revisant el seu funcionament.
- Establiment d'unitats de gestió d'R+D+I o d'unitats d'R+D+i.
- La provisió de recursos adequats, suficients i competents per a realitzar les activitats d'R+D+I.
- Organització dels esmentats recursos, definint procediments, informes i processos de comunicació.
- L'ús d'eines de creativitat, vigilància tecnològica i anàlisi intern i extern.
- Selecció i gestió de la cartera de projectes.
- Protecció i explotació dels resultats.
- Mesura, avaluació i millora del sistema de gestió de l'R+D+I.

### Valoració de les normes UNE 166002
El compliment dels requisits d'aquesta norma és de gran ajut en la millora de la capacitat de les organitzacions per a realitzar eficaçment activitats de recerca, desenvolupament i innovació. Així mateix, la certificació permet una demostració externa del nivell de qualitat aconseguit en la realització d'aquestes.
No obstant això, aquestes normes se les critica també per la seva orientació interna, a la documentació i a les activitats més que als resultats, així com a la seva falta de progressivitat i selectivitat en la seva aplicació.